# Cosne-d’Allier
Cosne-d’Allier ist eine französische Kleinstadt mit 2013 Einwohnern (Stand 1. Januar 2022) im Département Allier in der Region Auvergne-Rhône-Alpes. Sie gehört zum Arrondissement Montluçon und im Kanton Huriel.

## Lage
Die Kleinstadt Cosne-d’Allier liegt am Fluss Aumance, nahe der Mündungen von Œil mit seinem Zufluss Varenne und des Bandais mit seinem Zufluss Mouline, etwa 22 Kilometer nordöstlich von Montluçon. Nachbargemeinden von Cosne-d’Allier sind Louroux-Bourbonnais im Norden, Vieure im Nordosten und Osten, Tortezais im Südosten, Sauvagny im Süden sowie Venas im Westen.

## Bevölkerungsentwicklung
| Jahr                       | 1962 | 1968 | 1975 | 1982 | 1990 | 1999 | 2006 | 2016 | 2022 |
| Einwohner                  | 2094 | 2197 | 2288 | 2454 | 2453 | 2407 | 2209 | 2046 | 2013 |
| Quellen: Cassini und INSEE |      |      |      |      |      |      |      |      |      |

## Sehenswürdigkeiten
- Schloss und Park von Petit-Bois (19. Jahrhundert, heute Hotel)
- Kirche Saint-Martin, erbaut 1904 an der Stelle des Vorgängerbaus aus dem 12. Jahrhundert
- Schloss Les Boubles
- Wasserturm

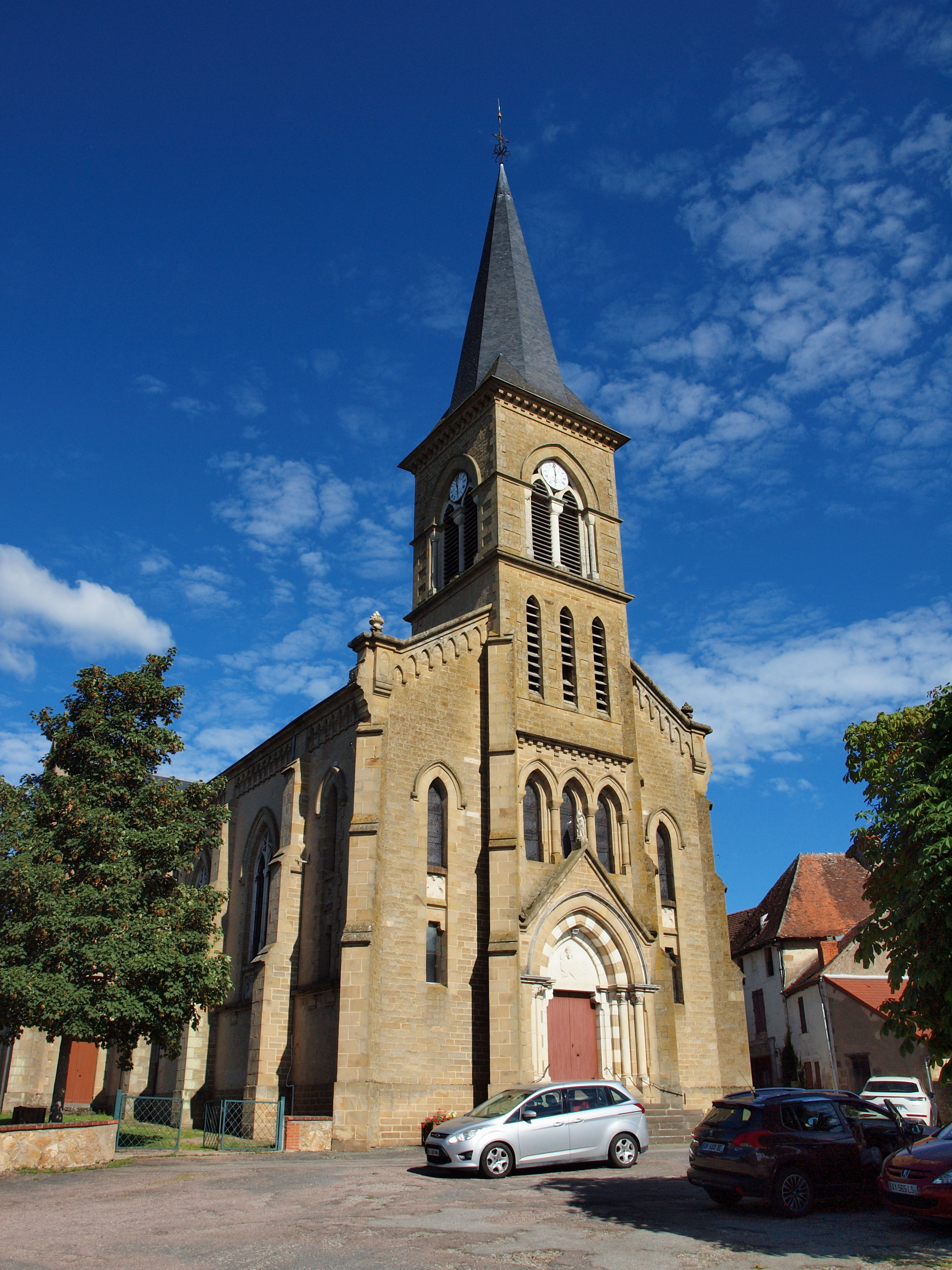
Kirche Saint-Martin
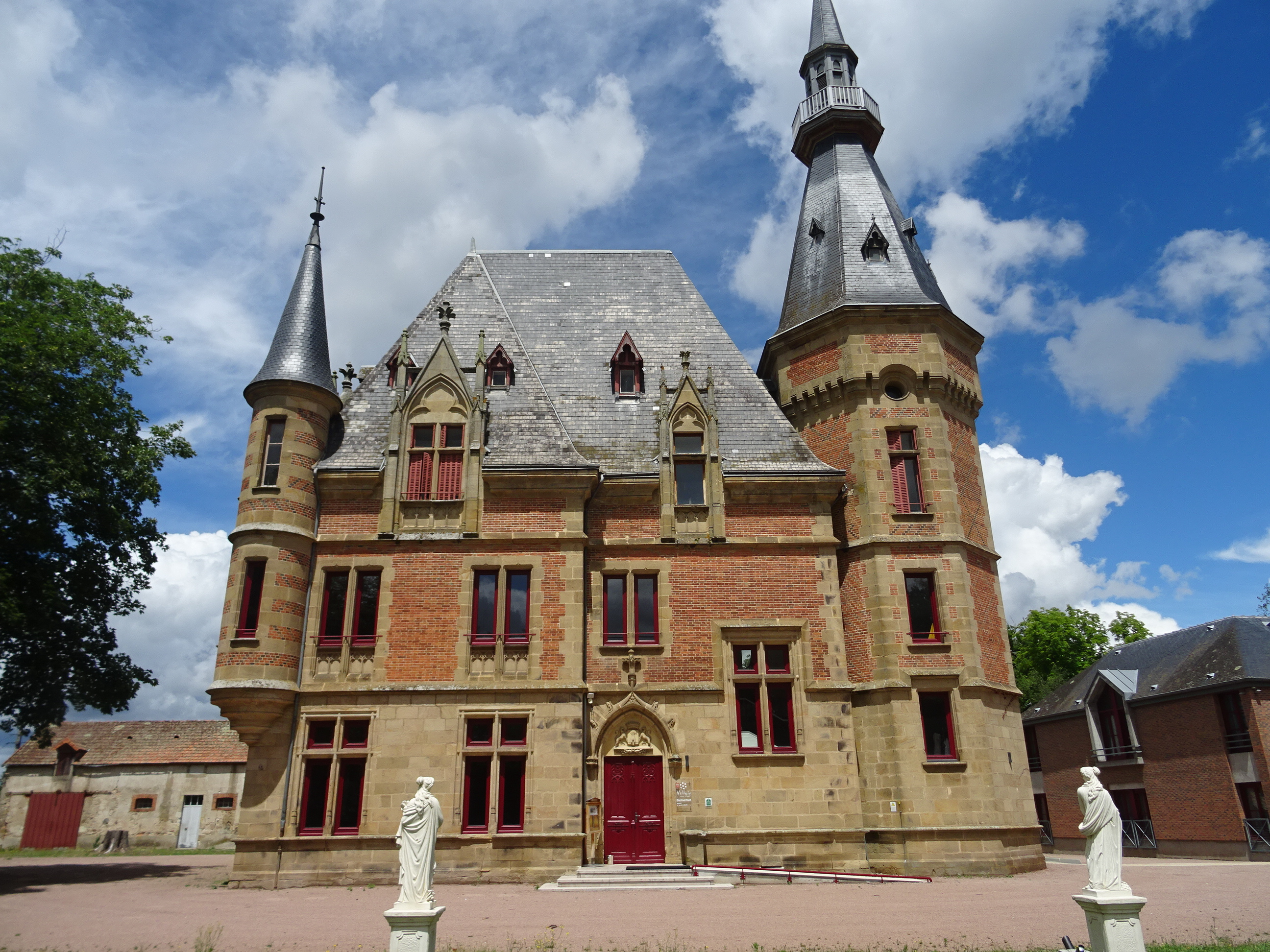
Schloss von Petit-Bois

## Gemeindepartnerschaften
- L’Espluga Calba, Spanien
- Amtzell in Baden-Württemberg in Deutschland; seit 1971[1]

## Persönlichkeiten
- Félix Mathé, französischer Parlamentarier, 1808 hier geboren

## Belege
1. ↑  Partnerschaften. Gemeindeverwaltung Amtzell, abgerufen am 2. August 2024.